# James Dillion
James Leo « Jim » Dillion  (né le 2 mai 1929 à Plain City et mort le 16 septembre 2010 à Arlington) est un athlète américain, spécialiste du lancer du disque.

## Carrière
Étudiant à l'Université d'Auburn, Don Laz remporte le titre NCAA 1951, et s'adjuge par ailleurs les championnats de l'Amateur Athletic Union de 1952.
Sélectionné pour les Jeux olympiques de 1952, à Helsinki, il remporte la médaille de bronze du lancer du disque avec la marque de53,28 m, s'inclinant face à son compatriote Simeon Iness et l'Italien Adolfo Consolini.

### Palmarès
| Date | Compétition     | Lieu     | Résultat | Marque  |
| ---- | --------------- | -------- | -------- | ------- |
| 1952 | Jeux olympiques | Helsinki | 3e       | 53,28 m |

### Records
| Épreuve          | Performance | Lieu | Date |
| ---------------- | ----------- | ---- | ---- |
| Lancer du disque | 55,07 m     |      | 1954 |